# Wiem, czym jest miłość
Wiem, czym jest miłość (oryg. Haan Maine Bhi Pyaar Kiya, tłum. Kochalem tak bardzo) – bollywoodzki dramat miłosny z 2002 roku wyreżyserowany przez Dharmesh Darshana, autora Raja Hindustani, Dhadkan i Bewafaa. W rolach głównych Akshay Kumar, Karisma Kapoor i Abhishek Bachchan. Podczas kręcenia filmu (remake'u Ek Hi Bhool z 1981 roku) Kapoor i Bachchan tworzyli też parę w rzeczywistości. Film nisko oceniony przez recenzentów, nie cieszył się też zbytnią popularnością u widzów.

## Fabuła
Delhi. Historia zaczyna się od modlitwy. W dwóch różnych miejscach dwoje różnych ludzi modli się o tę samą pracę. Shiv (Abhishek Bachchan) do swego imiennika Śiwy, Pooja (Karisma Kapoor) do jego zony Parwati. Ich znajomość zaczyna się od rywalizacji o posadę, od jej kłamstwa, jego wybaczenia, które najpełniej spełnia się w miłości ukoronowanej ślubem. Shiv i Pooja kochają się, cieszą się sobą, ale cieniem na ich życiu kładzie się podejrzliwość Pooji. Shiv jest mężczyzną wzbudzającym zainteresowanie, a nawet fascynację kobiet, ale zakochany w Pooji z trudem próbuje zrozumieć jej brak zaufania. Szczęśliwie spędzają swój miodowy miesiąc w Szwajcarii, dopóki nie spełnia się to, czego Pooja najbardziej się obawiała. Shiv daje się ponieść chwili – zdradza Pooję. Za poryw ciała mimo serca oddanego Pooji płaci rozwodem. Pooja nie chce go znać, nie potrafi mu wybaczyć. Odchodzi, wyjeżdża do Mumbaju i zamieszkuje w domu dla samotnych pracujących kobiet. Zaczyna pracować jako sekretarka sławnego aktora filmowego Raja Malhotry (Akshay Kumar). Raj ma wszystko o czym marzy świat – radość życia, pieniądze, sławę, sympatię ludzi, ale brakuje mu miłości. Szuka jej u Pooji. Zakochuje się, jego miłość wypełnia jej pustkę. Pooja lubi go i zgadza się na powtórne małżeństwo. I w tym momencie pojawia się w jej życiu znowu Shiv. Wracają obrazy z przeszłości, w sercu Pooji odnawia się stary ból, żal i…miłość. Czuje się rozdarta. Kogo wybierze?

## Obsada
- Akshay Kumar – Raj Malhotra
- Karisma Kapoor – Pooja Kashyap
- Abhishek Bachchan – Shiv Kapoor
- Kader Khan – Babban Miyan
- Himani Shivpuri – Maria
- Shakti Kapoor – Chinni
- Navneet Nishan – Neha
- Mohnish Behl – brat Pooji

## Muzyka i piosenki
Muzykę do filmu skomponował duet Nadeem-Shravan (Deewana, Pardes, Dhadkan, Raja Hindustani)
- Hum Yaar Hain Tumhare
- Zindagi Ko Bina Pyar – Duet
- Har Kisi Ke Dil Mein
- Teri Aankhon Ka Andaaz
- Hum Pyar Hain Tumhare
- Mubarak Mubarak
- Zindagi Ko Bina Pyar – kobiecy głos